# Cherax quadricarinatus
Écrevisse à pinces rouges
Espèce
Statut de conservation UICN

 LC  : Préoccupation mineure
Cherax quadricarinatus, l’Écrevisse à pinces rouges, est une espèce d'écrevisses d'eau douce de la famille des Parastacidae.
En Australie, elle est élevée en pisciculture car appréciée pour sa saveur.

## Répartition
Cette écrevisse se rencontre en Australie et en Papouasie-Nouvelle-Guinée.

## Systématique
Le nom valide complet (avec auteur) de ce taxon est Cherax quadricarinatus (von Martens, 1868).
L'espèce a été initialement classée dans le genre Astacus sous le protonyme Astacus quadricarinatus von Martens, 1868,.
Ce taxon porte en français le nom vernaculaire ou normalisé suivant : Écrevisse à pinces rouges.
Cherax quadricarinatus a pour synonyme :
- Astacus quadricarinatus von Martens, 1868

## Publication originale
- (de) E. von Martens, « Über eine neue Art und Untergattung der Cyprinoiden, Homaloptera (Octonema) rotundicauda, über einige neue Crustaceen und über die neuholländischen Süsswasserkrebse », Monatsberichte der Königlichen Akademie der Wissenschaften zu Berlin, Physikalisch-mathematische Klasse, Berlin, vol. 1868,‎ 1868, p. 607-619 (lire en ligne, consulté le 30 mars 2024).